# Џон Даглас
Џон Даглас (енгл. John Douglas, 11. април 1830 — 23. мај 1911) био је енглески архитекта који је изградио око 500 зграда у Чеширу и северозападној Енглеској.
Даглас је у почетку био укључен за градње цркви, обнављање и реновирање постојећих, градње продавница, банки, канцеларија, школи, јавних зграда и многих других објеката. Даглас је радио током периода готике, и многи његови радови су у енглеском готичком стилу.

## Биографија
Рођен је у Сандивају, 11. априла 1830. Он је био други од четворо деце, и једини син Џона (1798.-?) и Марије (1792—1863) Даглас. Његова најстарија сестра Елизабет рођена је 1827. Његове млађе сестре Марија Хана и Ема рођене су 1832. и 1834.. Марија Хана је умрла пет месеци пре него што је Ема рођена. Ема је умрла 1848. Џон Даглас се оженио са Елизабет Едмундс, 25. јануара 1860. у цркви коју је касније обновио. Имао је петоро деце: Џона Персија (1861—1873), Колин Едмундс (1864—1887), Мери Елизабет (1868—1868), Џерома и Теодора.1876. он и његова породица су се преселили у Де Банк. Његова супруга је умрла 1878.. Даглас се није поново женио. 1890-их Даглас је изградио велику кућу за себе. Тама је живео све до своје смрти 23. маја 1911. у 81. години.